# Wola Skromowska
Wola Skromowska is een dorp in de Poolse woiwodschap Lublin. De plaats maakt deel uit van de gemeente Firlej.